# Grand Prix automobile de Dallas

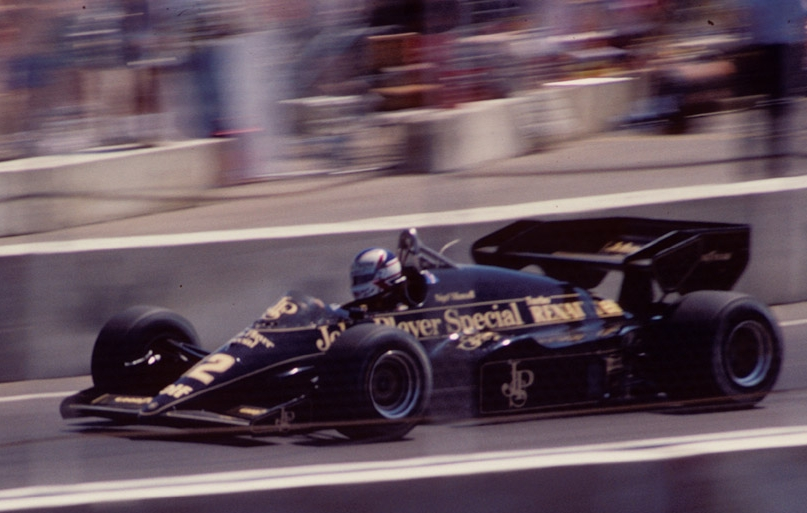
Nigel Mansell et sa Lotus 95T à Dallas

Le Grand Prix automobile de Dallas est une ancienne épreuve de course automobile disputée dans le cadre du championnat du monde de Formule 1 en 1984 puis dans le cadre du championnat américain de voitures de sport Trans-Am Series.

## Les circuits
- Circuit de Fair Park (1984;1988)
- Circuit de l'Aéroport d'Addison (1989-1991)
- Circuit Reunion Arena (1993-1994;1996)

## Historique

### Période Formule 1
Véritable fiasco sur le plan de l'organisation car le circuit a été aménagé à la va-vite dans le Fair Park, un parc de Dallas, le Grand Prix se déroule sous une chaleur écrasante avec plus de 50 °C au sol, au point que le bitume ne résiste pas aux passages des bolides.
L'épreuve qui devait se disputer en 78 tours de 3,901 km, soit une distance totale de 304,278 km est interrompue au bout des deux heures maximales imposées par le règlement, lorsque le leader, Keke Rosberg, franchit la ligne au 67e tour, ayant couvert 261,367 km en 2 h 01 min 22 s 617, à la vitesse moyenne de 129,201 km/h. Seuls huit pilotes sur vingt-cinq terminent la course, la plupart des autres abandonnant sur sortie de piste.
Remportée par le Finlandais Keke Rosberg qui offre au V6 Honda turbo son premier succès, l'épreuve demeure fameuse par l'image du Britannique Nigel Mansell, qui réalise à cette occasion sa première pole position, évanoui à côté de sa Lotus-Renault en panne à la suite d'un problème de boîte de vitesses après avoir tenté en vain de la pousser jusqu'à la ligne d'arrivée. Il est tout de même classé sixième.

### Période Trans-Am (1988-1996)
En 1988, le Grand Prix de Dallas fait sa réapparition au calendrier, cette fois avec le championnat Trans-Am de voitures de tourisme à Fair Park, sur un tracé modifié et raccourci par rapport à celui précédemment utilisé par la Formule 1. En 1989, la course est déplacée sur un circuit tracé sur les pistes de l'aéroport d'Addison, dans la banlieue nord de Dallas.
En 1993, la course est à nouveau déplacée sur un circuit situé sur le parking du stade Reunion Arena. La dernière édition, en 1996, voit la victoire du canadien Ron Fellows.

## Palmarès
| Année     | Vainqueur        | Voiture        | Championnat     | Résultats     |
| --------- | ---------------- | -------------- | --------------- | ------------- |
| 1984      | Keke Rosberg     | Williams-Honda | Formule 1       | Résultats     |
| 1985-1987 | Pas de course    | Pas de course  | Pas de course   | Pas de course |
| 1988      | Hurley Haywood   | Audi           | Trans-Am Series | Résultats     |
| 1989      | Dorsey Schroeder | Ford           | Trans-Am Series | Résultats     |
| 1990      | Irv Hoerr        | Oldsmobile     | Trans-Am Series | Résultats     |
| 1991      | Irv Hoerr        | Oldsmobile     | Trans-Am Series | Résultats     |
| 1992      | Pas de course    | Pas de course  | Pas de course   | Pas de course |
| 1993      | Jack Baldwin     | Chevrolet      | Trans-Am Series | Résultats     |
| 1994      | Ron Fellows      | Ford           | Trans-Am Series | Résultats     |
| 1995      | Pas de course    | Pas de course  | Pas de course   | Pas de course |
| 1996      | Ron Fellows      | Chevrolet      | Trans-Am Series | Résultats     |